# Thio-indigo
Thio-indigo is een heterocyclische verbinding met als brutoformule C16H8O2S2. De stof komt voor als een rode vaste stof, die goed oplosbaar is in polaire organische oplosmiddelen. Formeel gezien is het een zwavelderivaat van indigo, een paarsblauwe kleurstof. 
Thio-indigo wordt ingezet als kleurstof voor polyesters. 

## Synthese
Thio-indigo wordt bereid door de zwavel-alkylering van thiosalicylzuur met chloorazijnzuur. De ontstane thio-ether cycliseert vervolgens tot 2-hydroxythionafteen, dat ten slotte dimeriseert tot thio-indigo.